# Diamond Star Halos
Diamond Star Halos erschien als zwölftes Studioalbum der britischen Hard-Rock-Band Def Leppard am 27. Mai 2022.

## Hintergrund
Aufgrund der COVID-19-Pandemie erfolgten die Aufnahmen räumlich getrennt in England, Irland und den USA. Das Album ist eine Hommage an Glam-Rock-Bands, die Def Leppard inspirierten. Der Album-Titel Diamond Star Halos erinnert an eine Textzeile des T.-Rex-Klassikers Bang a Gong (Get It On). Der absichtlich lautmalerische Songtitel U Rok Mi ist eine Referenz an Slade, die dieses Stilmittel oft bei ihren Hits verwendeten.
Auch David Bowie gehörte zu den Künstlern, die Def Leppard inspirierten. Bowie-Pianist Mike Garson unterstützte die Band bei zwei Songs, ebenso US-Stargeigerin Alison Krauss.
Das Album sollte absichtlich keine aktuellen Themen behandeln:

„Wir haben immer versucht, Musik zu machen, die die Leute aufheitert. Wir wollen euch aus der Politik rausziehen, aus dem Weltgeschehen, aus allem, das euch beschäftigt. Das ist ein wirklich wichtiges Statement von DIAMOND STAR HALOS. Wir haben über nichts geschrieben, das gerade vor sich geht, wir wollten einfach nur ein klassisches Album erschaffen. Fertig.“

Kick erschien am 17. März 2022 als erste Singleauskopplung. Beim Musikvideo, das in einer Steilwand spielt, führte Anuk Rohde Regie. Take What You Want erschien am 21. April als zweite Singleauskopplung. Fire It Up folgte am 20. Mai.
Am 16. Juni 2022 startete Def Leppard gemeinsam mit Mötley Crüe, Joan Jett And The Blackhearts und Poison in den USA auf die The Stadium Tour, während der die vier Bands insgesamt 36 Konzerte gaben. Diese Tournee sollte ursprünglich bereits 2020 starten, wurde wegen der COVID-19-Pandemie jedoch mehrfach verschoben. 2023 weiteten Mötley Crüe und Def Leppard diese Tour um weitere Termine in Amerika und Europa zur The World Tour aus, mit Alice Cooper als Gaststar.

## Titelliste
| Nr. | Titel                                                                             | Autor(en)                  | Gastmusiker   | Länge |
| --- | --------------------------------------------------------------------------------- | -------------------------- | ------------- | ----- |
| 1.  | Take What You Want                                                                | Joe Elliott, Rick Savage   |               | 4:14  |
| 2.  | Kick                                                                              | Dave Bassett, Phil Collen  |               | 3:42  |
| 3.  | Fire It Up                                                                        | Phil Collen, Sam Hollander |               | 3:19  |
| 4.  | This Guitar                                                                       | CJ Vanston, Phil Collen    | Alison Krauss | 3:50  |
| 5.  | SOS Emergency                                                                     | Joe Elliott, Phil Collen   |               | 3:25  |
| 6.  | Liquid Dust                                                                       | Phil Collen                |               | 4:01  |
| 7.  | U Rok Mi                                                                          | Phil Collen                |               | 3:33  |
| 8.  | Goodbye for Good This Time                                                        | Joe Elliott                | Mike Garson   | 4:27  |
| 9.  | All We Need                                                                       | Joe Elliott, Phil Collen   |               | 4:46  |
| 10. | Open Your Eyes                                                                    | Joe Elliott, Phil Collen   |               | 4:19  |
| 11. | Gimme a Kiss                                                                      | Joe Elliott, Phil Collen   |               | 3:12  |
| 12. | Angels (Can’t Help You Now)                                                       | Joe Elliott                | Mike Garson   | 4:57  |
| 13. | Lifeless                                                                          | Joe Elliott, Phil Collen   | Alison Krauss | 4:19  |
| 14. | Unbreakable                                                                       | Joe Elliott                |               | 3:46  |
| 15. | From Here to Eternity                                                             | Rick Savage                |               | 5:37  |
| 16. | Goodbye for Good This Time (Avant-Garde Mix) (Bonustrack auf Ltd. Deluxe Edition) | Joe Elliott                |               | 4:34  |
| 17. | Lifeless (Joe only Version) (Bonustrack auf Ltd. Deluxe Edition)                  | Joe Elliott, Phil Collen   |               | 4:21  |

## Rezeption

### Rezensionen
„Losgelöst von sämtlichen Erwartungshaltungen“ gehe die Band auf dem Album „in die Vollen,“ schrieb Martin Römpp in Rocks. So überrasche beispielsweise Take What You Want mit „einer treibenden Härte und ungewohnt scharfen Gitarrenriffs“, und auch sonst verlasse die Band „gerne und ausgiebig die bekannten Pfade,“ ohne sich jedoch komplett „von ihrem Markenkern zu entfernen.“ Zwar hätten sich „unter die 15 Titel auch ein paar Langweiler geschlichen,“ aber wer „kein Abziehbild der Achtziger“ erwarte, könne „viele coole Songs entdecken,“ wenngleich dem Album „ein paar Rocker mehr gut getan“ hätten.
Neil Jeffries schrieb in Classic Rock, der aus einer Zeile des Liedes Get It On von T. Rex stammende Albumtitel solle laut Band „den Einfluss der Glam-Rock-Ära auf dieses Werk unterstreichen.“ Dieser sei auf Fire It Up und der ersten Single Kick auch deutlich hörbar. Die Hörer würden feststellen, das Diamond Star Halos „einen richtigen Fluss“ habe, das Sequencing funktioniere „perfekt über vier Seiten Vinyl.“ Das Album scheine „ambitionierter zu sein als die letzten Leppard-Werke,“ die Band habe sich „ganz klar länger Gedanken darüber gemacht und uns reich beschenkt.“ Es handele sich zweifellos um das beste Album, das dieses Line-Up je gemacht habe. Jeffries vergab 8 von 10 möglichen Punkten.
Im selben Heft urteilte Jaqueline Floßmann, Diamond Star Halos sei „das starke Statement einer Band, die sich noch lange nicht auf ihren beachtlichen Lorbeeren ausruhen“ wolle.
Auch David Hune vom SLAM alternative music magazine steht dem Album positiv gegenüber und lobte vor allem die stilistische Vielfalt der Langrille, die verdeutliche, dass die Band auch nach Jahrzehnten noch immer zur Elite der Rockmusik gehöre.
Gitarre & Bass bemerkte, man freue sich, dass diese Band „ihre typische Handschrift zwar kontinuierlich weiterentwickelt und an den Zeitgeist angepasst, sie aber nie wirklich eingebüßt“ habe.

### Chartplatzierungen
Diamond Star Halos stieg auf Platz acht der deutschen Charts ein. Für Def Leppard ist es, neben Adrenalize, die beste Platzierung eines Albums in Deutschland.
| ChartsChartplatzierungen       | Höchstplatzierung | Wochen |
| ------------------------------ | ----------------- | ------ |
| Deutschland (GfK)              | 8 (4 Wo.)         | 4      |
| Österreich (Ö3)                | 10 (2 Wo.)        | 2      |
| Schweiz (IFPI)                 | 4 (9 Wo.)         | 9      |
| Vereinigtes Königreich (OCC)   | 5 (4 Wo.)         | 4      |
| Vereinigte Staaten (Billboard) | 10 (2 Wo.)        | 2      |